# Francesco di Sales
Francesco di Sales (in francese François de Sales; Thorens-Glières, 21 agosto 1567 – Lione, 28 dicembre 1622) è stato un vescovo cattolico francese.
Francesco fu il figlio primogenito del signore di Boisy, nobile di antica famiglia savoiarda, e ricevette una raffinata educazione. Il padre, che voleva per lui una carriera giuridica, lo mandò all'Università di Padova, dove Francesco si laureò, ma dove decise di divenire sacerdote. Ordinato il 18 dicembre 1593, fu inviato nella regione del Chiablese, dominata dal Calvinismo e si dedicò soprattutto alla predicazione, prediligendo il metodo del dialogo: inventò i cosiddetti «manifesti», che permettevano di raggiungere anche i fedeli più lontani.
È stato proclamato santo nel 1665 da papa Alessandro VII ed è uno dei dottori della Chiesa.

## Biografia

### Nascita
Figlio primogenito, Francesco nacque il 21 agosto 1567 in Savoia nel castello di Sales presso Thorens, appartenente alla sua antica nobile famiglia.

### Formazione
Ricevette un'accurata educazione presso i collegi di La Roche e Annecy. Dal 1581 al 1588 proseguì gli studi a Parigi, presso il nuovo collegio dei gesuiti, e  in seguito a Padova, dove si laureò in diritto nel 1592. Qui ricevette con grande lode il berretto dottorale e, ritornato in patria, fu nominato avvocato del Senato di Chambéry. Ma sin dalla sua frequentazione accademica erano iniziati a emergere i suoi preminenti interessi teologici, culminati poi nella scoperta della vocazione sacerdotale, che deluse però le aspettative paterne. Nel 1593 ricevette l'ordinazione presbiterale e il 21 dicembre celebrò la sua prima Messa.
Fu sacerdote zelante e instancabile lavoratore. Visti gli scarsi frutti ottenuti dal pulpito, si diede alla pubblicazione di fogli volanti, che egli stesso faceva scivolare sotto gli usci delle case o affiggeva ai muri, meritandosi per questa originale attività pubblicistica il titolo di "santo patrono dei giornalisti" e di quanti diffondono il cristianesimo servendosi dei mezzi di comunicazione sociale.

### Predicazione a Ginevra
Spinto da un intenso desiderio di salvaguardare l'ortodossia cattolica, mentre imperversava la riforma calvinista Francesco chiese udienza al vescovo di Ginevra per essere destinato in quella città, simbolo supremo del calvinismo e massima sede dei riformatori, per la difficile missione di predicatore cattolico.
Stabilitosi a Ginevra, non si fece remore a discutere di teologia con i protestanti, ardendo dal desiderio di recuperare quanti più fedeli alla Chiesa cattolica. Il suo costante pensiero era rivolto inoltre alla condizione dei laici, preoccupato di sviluppare una predicazione e un modello di vita cristiana alla portata anche delle persone comuni, immerse nelle difficoltà della vita quotidiana. 

Proverbiali divennero i suoi insegnamenti, pervasi di comprensione e dolcezza, permeati dalla ferma convinzione che a supporto delle azioni umane vi è sempre la provvidenziale presenza divina. Molti dei suoi insegnamenti sono infatti intrisi di misticismo e nobile elevazione spirituale.
I suoi grandi sforzi ed i copiosi successi pastorali ottenuti gli meritarono la nomina a vescovo coadiutore di Ginevra (cioè ausiliario e assistente del vescovo titolare, Claudio di Granier) già nel 1599, a trentadue anni di età e dopo soli sei anni di sacerdozio, e la sua carriera era solo in ascesa: tre anni dopo sarebbe divenuto vescovo titolare di Nicopoli all'Jantra e, dopo appena due mesi, vescovo effettivo di Ginevra, coi pieni poteri.

### Episcopato
Il 15 luglio 1602, dopo tre anni come coadiutore a Ginevra, Francesco fu eletto vescovo titolare di Nicopoli, ma dopo soli due mesi, il 17 settembre, morì il vescovo di Ginevra che egli aveva assistito, Claudio di Granier, ancor prima di aver ricevuto l'ordinazione episcopale. Così fu subito chiamato a succedere a Granier come vescovo di Ginevra e fu ordinato tre mesi dopo, a dicembre.
Nel suo ministero episcopale, Francesco si spese per l'introduzione nella sua diocesi delle riforme promulgate dal Concilio di Trento.
Ginevra rimase comunque nel suo complesso in mano ai riformati, e il nuovo vescovo dovette trasferire la sua sede nella cittadina savoiarda di Annecy.
Fu direttore spirituale di san Vincenzo de' Paoli. Nel corso della sua missione di predicatore, nel 1604, conobbe a Digione la nobildonna Giovanna Francesca Frémiot de Chantal, vedova del barone de Chantal, con la quale iniziò una corrispondenza epistolare e una profonda amicizia che sfociarono nella fondazione dell'Ordine della Visitazione.
In questa affermazione di Francesco di Sales sta il segreto della simpatia che egli seppe suscitare tra i suoi contemporanei.

### Le opere letterarie
Il duca di Savoia, dal quale Francesco dipendeva politicamente, sostenne l'opera dell'inascoltato apostolo con la maniera forte, ma non addicendosi l'intolleranza al temperamento del santo, quest'ultimo preferì portare avanti la sua battaglia per l'ortodossia con il metodo della carità, illuminando le coscienze con gli scritti, per i quali ha avuto il titolo di dottore della Chiesa. Le sue principali opere furono dunque Introduzione alla vita devota (Filotea) e Trattato dell'amore di Dio, testi fondamentali della letteratura religiosa di tutti i tempi.
Quello dell'amore di Dio fu l'argomento con il quale convinse molti ugonotti a tornare in seno alla Chiesa Cattolica.

### Morte
L'11 dicembre 1622 a Lione ebbe l'ultimo colloquio con la sua penitente e qui morì per un attacco di apoplessia il 28 dicembre dello stesso anno, nella stanzetta del cappellano delle Suore della Visitazione presso il monastero. Il 24 gennaio 1623 la salma fu trasportata ad Annecy e posta alla venerazione dei fedeli nella basilica della Visitation, sulla collina adiacente alla città; in seguito venne sepolto nella chiesa a lui dedicata nel centro della città.
Il suo cuore incorrotto si trova nel Monastero della Visitazione a Treviso.

## Canonizzazione e culto
Fu beatificato il 18 dicembre 1661 a soli 39 anni dalla morte, e iscritto ufficialmente nel registro dei beati l'8 gennaio 1662 da papa Alessandro VII; appena tre anni dopo, fu canonizzato sempre da papa Alessandro VII il 19 aprile 1665, e poi papa Pio IX, il 19 luglio 1877, lo proclamò 18° Dottore della Chiesa.
Il 26 gennaio 1923, in occasione del III centenario della morte nel 1922, papa Pio XI lo commemorò con l'enciclica Rerum Omnium Perturbationem, con cui lo proclamò "Patrono dei giornalisti" e di "tutti quei cattolici che, con la pubblicazione o di giornali o di altri scritti illustrano, promuovono e difendono la cristiana dottrina". Si ricorda, infatti, che il santo, non soddisfatto della risposta che avevano le sue prediche dal pulpito, si ingegnò a pubblicare fogli volanti, che poi affiggeva ai muri o faceva scivolare sotto le porte delle case. È patrono degli scrittori assieme ai santi Giovanni Evangelista, Teresa d'Avila e Cassiano.
Con il breve apostolico Omnes quidem del 2 febbraio 1968, papa Paolo VI ha dichiarato e costituito san Francesco di Sales e santa Giovanna di Valois celesti patroni principali del Terzo Ordine dei Minimi.
Il 29 gennaio 1967, in occasione del quadricentenario dalla nascita, Paolo Vi promulgò la lettera apostolica Sabaudiae gemma.
A lui papa Francesco ha dedicato la lettera apostolica Totum Amoris est, pubblicata il 28 dicembre 2022, in occasione del IV centenario della morte.
San Francesco di Sales è patrono anche del Terz'Ordine dei Minimi fondato da san Francesco di Paola, di cui entrò a far parte a cinquant'anni, nel 1617.
Viene considerato una delle grandi figure della Controriforma e della mistica cattolica francese.

### Memoria liturgica
Il Martyrologium Romanum riporta la sua commemorazione nell'anniversario della morte, cioè al 28 dicembre, ma, per l'inopportuna coincidenza con il tempo di Natale, il calendario liturgico della Chiesa universale ha fissato la sua memoria al 24 gennaio, anniversario della traslazione delle reliquie, il calendario precedente la riforma liturgica lo celebra il 29 gennaio.

### Il miracolo per la canonizzazione
Ai fini della canonizzazione la Chiesa cattolica ritiene necessario un secondo miracolo, dopo quello richiesto per la beatificazione: nel caso del beato Francesco di Sales, nel 1665 ha ritenuto miracoloso il caso di Girolamo Gelin, avvenuto nel 1623, ad appena pochi mesi dalla morte del vescovo.
Il 30 aprile 1623, nell'attraversare il fiume Fier, nella regione francese della Savoia, il quattordicenne Girolamo Gelin, che era in compagnia del fratellino minore Francesco, cadde da una passerella e venne travolto dalle acque. Dopo alcune ore di ricerche, Alessandro Raphin ripescò il cadavere di Girolamo, rimasto intrappolato sott'acqua in una profonda buca situata in un'ansa del fiume. Il corpo, descritto dal fratello Francesco come "gonfio e brutto", fu deposto in un fienile, in attesa del funerale.
Il mattino seguente, mentre la gente si teneva lontana dal cadavere "per il lezzo che emanava", al momento di deporre il corpo nella bara, Girolamo alzò un braccio invocando l'amato Francesco di Sales: "alcuni fuggirono, altri caddero privi di sensi, qualcuno gridò al miracolo". Il ragazzo fu sollevato, e tutti si accorsero che era tornato normale.
Il 4 maggio dello stesso anno il parroco della vicina Les Ollières, Claudio Puthod, si recò ad Annecy, insieme ai fratelli Gelin, per ringraziare il venerato Francesco di Sales: infatti il religioso doveva adempiere il voto fatto davanti alla salma di Girolamo nel fienile, in favore del ragazzo. Anche quest'ultimo aveva fatto un voto in nome di Francesco di Sales, prima di attraversare il fiume gonfio d'acqua per le nevicate dei giorni precedenti. Dopo aver pregato sulla tomba dell'amato vescovo, nella Basilica della Visitazione di Annecy, Girolamo, che era giunto "pieno di lividi, graffi e ferite", si rialzò senza alcun segno.
Il dicembre di trentotto anni dopo, Francesco di Sales fu dichiarato ufficialmente Beato, e i fatti relativi a questa vicenda, confermati dalle deposizioni giurate dei testimoni durante il processo di canonizzazione tenutosi ad Annecy nel 1665, furono ritenuti validi per il riconoscimento del secondo miracolo necessario per passare al titolo di santo, miracolo ratificato dalla Chiesa cattolica e incluso nella bolla di Alessandro VII dell'aprile 1665.

## Eredità culturale
San Francesco di Sales, considerato quale padre della spiritualità moderna, ha influenzato le maggiori figure non solo del grand siècle francese, ma anche di tutto il Seicento europeo, riuscendo a convertire al cattolicesimo alcuni esponenti del calvinismo.
A Thonon fondò la sezione locale della Congregazione dell'Oratorio. Francesco attraverso l'Oratorio svolse attività apostolica, convinto che la "santità" fosse impegno di tutti i cristiani e non solo di quelli consacrati.
San Francesco di Sales è il patrono del Piemonte e della comunità sorda.
Dal suo epistolario il cardinale John Henry Newman nel 1879 trasse il proprio motto cardinalizio: «Cor ad Cor loquitur» («il cuore parla al cuore»).

## Le congregazioni di san Francesco di Sales
La spiritualità e l'intensa attività missionaria di Francesco di Sales hanno ispirato nei secoli i fondatori di numerose famiglie religiose. Tra le congregazioni intitolate al santo vanno ricordate:
- le Suore di San Francesco di Sales (dette anche Salesie), fondate a Ponte di Brenta nel 1740 da Domenico Leonati, dedite all'educazione delle famiglie povere;
- i Missionari di San Francesco di Sales d'Annecy (detti Fransaliani), fondati nel 1838 ad Annecy da Pierre Marie Mérmier per la ricattolicizzazione della Francia;
- la Società Salesiana di San Giovanni Bosco, fondata a Torino nel 1859 da Giovanni Bosco per l'educazione dei ragazzi.
- le Suore Oblate di San Francesco di Sales, fondate a Troyes nel 1866 da Louis Brisson e Léonie Aviat;
- gli Oblati di San Francesco di Sales, fondati a Troyes nel 1871 da Louis Brisson e dalla visitandina Marie de Sales Chappuis;
- le Figlie di San Francesco di Sales, fondate nel 1872 a Lugo da don Carlo Cavina e da madre Teresa Fantoni, dedite all'educazione della gioventù e l'assistenza agli ammalati;
- le Salesiane di Don Bosco, fondate nel 1872 a Mornese da don Bosco e da Maria Domenica Mazzarello, dedite all'istruzione e all'educazione femminile;
- le Suore Salesiane dei Sacri Cuori, fondate nel 1885 a Lecce da Filippo Smaldone per l'educazione dei sordi (san Francesco di Sales è invocato come patrono della comunità sorda);
- le Suore Salesiane Missionarie di Maria Immacolata, sorte nel 1889 all'interno della congregazione delle Figlie di San Francesco di Sales;
- le Suore Salesiane del Sacro Cuore di Gesù, fondate ad Alcantarilla nel 1890 dalla beata Pietà della Croce, già monaca salesiana a Orihuela;
- le Salesiane Oblate del Sacro Cuore di Gesù, fondate nel 1933 a Bova dal vescovo salesiano Giuseppe Cognata.
- l'Ordine della Visitazione di Santa Maria fondato nel 1610 da san Francesco di Sales e santa Giovanna Francesca Frémiot de Chantal a Annecy, in Francia.

## Genealogia episcopale e successione apostolica
La genealogia episcopale è:
- Arcivescovo Filippo Archinto
- Papa Pio IV
- Cardinale Marcantonio Bobba
- Arcivescovo Vespasiano Gribaldi
- Vescovo Francesco di Sales

La successione apostolica è:
- Vescovo Jean-Pierre Camus (1609)

## Opere
- Introduction a la vie devote par S. François de Sales eveque et prince de Geneve, Derniere edition, revue, corrigee, & augmentee, A Lyon: chez Louis Servant, 1608;in edizione italiana: La filotea, ouero l'introduttione alla vita diuota di S. Francesco di Sales vescouo, e prencipe di Gineura, ... diligentemente confrontata con l'originale francese... dal... Francesco Maria Battaglia..., In Genoua, nella stamperia del Franchelli, 1609;
- Traicte de l'amour de Dieu par François de Sales euesque de Geneue, A Lyon, Chez Pierre Rigaud, rue Merciere, au coing de rue Ferrandiere, a l'enseigne de la fortune, 1620;
- Tutte le opere spirituali di S. Francesco di Sales vescouo, e prencipe di Geneua, In Venetia, appresso Giacomo Didini, 1634;
- Il direttore delle religiose, cauato dalle opere di monsignor Francesco di Sales..., in Roma, & in Napoli, per Egidio Longo, ad istanza di Adriano Scoltore, 1652;
- I veri trattenimenti, o discorsi spirituali di monsignor Francesco di Sales vescouo di Geneua. Istitutore, e fondatore dell'Ordine delle monache della visitatione di santa Maria. Tradotti dal franzese nell'italiano da d. Paolo Battista Vso di mare genouese monaco casinese..., In Roma, appresso Francesco Caualli, 1652;
- Aforismi sacri, overo Detti notabili raccolti dalle opere di S. Francesco di Sales, e della venerabile primogenita sua figlia spirituale madama di Chantal, dal p. Pellegrino Pellegrini sacerdote della Congregazione della Madre di Dio, In Bologna, per il Longhi, 1667;
- Sermoni famigliari di s. Francesco di Sales vescouo, e prencipe di Geneua. Fedelmente raccolti dalle monache della Visitatione di Santa Maria d'Annesy. Tradotti dal francese nell'italiano da vn suo diuoto, In Venetia, presso Paolo Baglioni, 1668;
- Pensando e pregando, pensieri scelti, a cura di Nicola Gori, Cinisello Balsamo, San Paolo, 2004;

### Lettere spirituali
- Les epistres spirituelles du bien-heureux François de Sales euesque & prince de Geneue, ... Diuisees en sept liures. Le 1. Contenant celles qu'il a escrit aux papes, cardinaux, euesques, roys, princes. Le 2. Plusieur beaux enseignemens... Recuillies par messire Loys de Sales, preuost de l'eglise de Geneue, A Lyon, pour Vincent de Coeursilly en rue Tupin a la fleur de Lis, 1628;
- Lettere spirituali di S. Francesco di Sales vescouo, e prencipe di Geneua, fondatore dell'ordine della Visitazione di Maria, tradotte dal francese nell'italiano da un suo diuoto. Libri sette. Parte 1, In Roma, ad istanza di Gregorio, e Giouanni Andreoli, 1666;
- Lettere di amicizia spirituale, a cura di Andre Ravier S.J., Milano, Paoline, 2003;
- Lauro Aime Colliard, Une lettre inedite de Saint François de Sales concernant la bastonnade d'un jeune homme fort eveille, Roma, LAS, 2002, estratto da "Salesianum", a. 64 (2002), pp. 525–543.